# Epiphragma cordillerense
Epiphragma cordillerense är en tvåvingeart som beskrevs av Alexander 1913. Epiphragma cordillerense ingår i släktet Epiphragma och familjen småharkrankar. Inga underarter finns listade i Catalogue of Life.